# 九月四日 (電視電影)
《九月四日》，2017年中華民國電視電影，由洪于晴、李杏、庹宗華、何承蔚領銜主演。，於2018年8月12日緯來電影台上檔。

## 故事簡介
遭到友人設局而欠下大筆債務的張父，逼不得已帶著一家四口承租花蓮的一處凶宅，此處過去曾發生了駭人聽聞的五子命案。
初入凶宅的當天，一些若有似無鬼影幢幢，加上張父突如其來的搬家舉動，惹得張母與大姊心裡不愉快。即使向張父抱怨，鐵齒的張父以一貫不信鬼神的態度，予以拒絕。
張母與大姊逐漸察覺張父欠下債務，躲避討債集團的真相。同時，當年偵辦五子命案的退休警員，老胡找上門，瘋癲的模樣，嘴中不斷唸著九月四日的詛咒，說在當天將會發生全家滅門的慘案。警告張家人趕緊搬走。加上小弟莫名的發燒與對看不見的對象講話的行徑，加深家人對這棟房子的恐懼。然而張父依舊以一家之主的高姿態，不予理應。
直到張父某夜，被一樓老是發出怪聲的後門所吸引，下樓時，真正的親眼撞見五子一家七口出現在餐廳，嚇得落荒而逃……

## 演員列表

### 主要演員
| 演員   | 角色     | 介紹                                           |
| 庹宗華 | 張銘     | 為躲避地下錢莊，帶一家四口搬到人煙罕至的地方。 |
| 李杏   | 蕭婷文   | 張的現任妻子，張家姊弟的繼母。                 |
| 洪于晴 | 張嘉欣   | 張家大女兒，正值青春期，有些叛逆。             |
| 何承蔚 | 張嘉弘   | 張家小兒子                                     |
| 蔡明修 | 胡信     | 退休警察，靈媒。                               |
| 張晉豪 | 男子     |                                                |
| 彭緹瑀 | 男子妻子 |                                                |
| 王宥謙 | 胡信孫子 |                                                |
| 呂妍甄 | 張父前妻 | 張家姊弟的生母                                 |
| 賀龍   | 房東     |                                                |
| 廖欽亮 | 資深警員 |                                                |
| 余尚丞 | 菜鳥警員 |                                                |
| 高偉倫 | 五子父   |                                                |
| 謝章穎 | 五子大哥 |                                                |
| 簡汀勝 | 五子二哥 |                                                |
| 楊秉樺 | 五子三姊 |                                                |
| 翁資涵 | 五子小妹 |                                                |
| 阮柏皓 | 五子老么 |                                                |
| 周文斌 | 討債員   |                                                |
| 張智鴻 | 討債員   |                                                |
| 林明森 | 王董     |                                                |
| 王捷仟 | 年輕房仲 |                                                |
| 柯夫   | Mike     | 張的前妻的情夫                                 |
| 徐嘉穗 | 五子母   |                                                |
| 郭嘉偉 | 警員     |                                                |
| 陳旻新 | 警員     |                                                |
| 孫佳瓏 | 警員     |                                                |
| 林木榮 | 陳東麟   |                                                |
| 丁梅卿 | 胡信前妻 |                                                |
|        | 樂樂     | 張嘉弘想像出來的朋友                           |

## 外部連結
| 臺灣 緯來電影台                                           | 臺灣 緯來電影台               | 臺灣 緯來電影台 |
| --------------------------------------------------------- | ----------------------------- | --------------- |
|                                                           | 九月四日 （2018年8月12日）    |                 |
| 海吉拉 （2018年6月10日） 我的刁蠻女明星 （2018年7月29日） | 萬德浮史貝斯 （2019年1月1日） |                 |